# Kolumbianische Staatsangehörigkeit

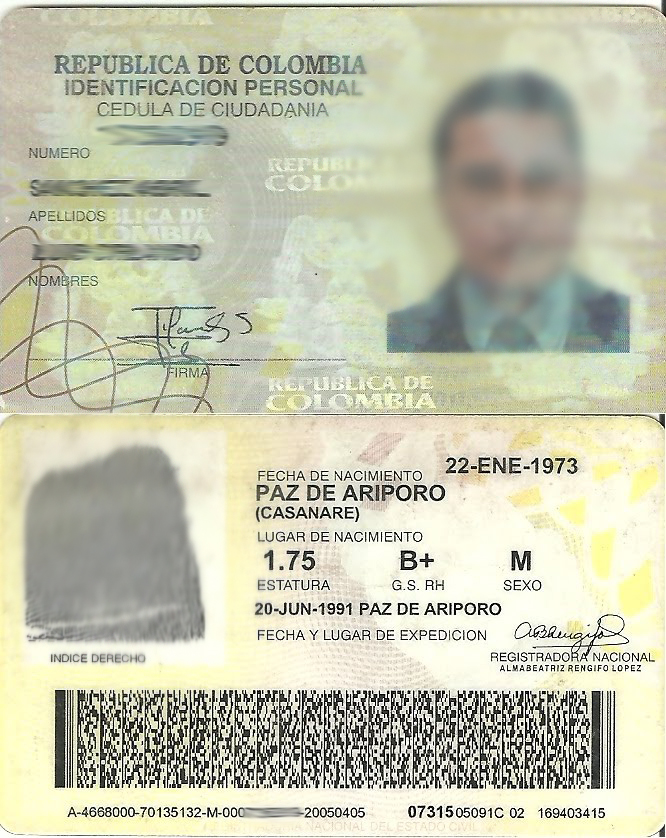
Kolumbianischer Personalausweis des 2000–20 gebrauchten Typs. Zugleich Staatsangehörigkeitsnachweis.

Die kolumbianische Staatsangehörigkeit bestimmt die Zugehörigkeit einer Person zum
Staatsverband Kolumbiens. Es ist das einzige Land Südamerikas, dass das Geburtsortsrecht (ius soli) nicht umsetzt.
Der Besitz der Staatsangehörigkeit wird heutzutage nachgewiesen durch den Personalausweise für Erwachsene (cédula de ciudadanía), Jugendliche (tarjeta de identidad para los mayores de catorce) oder Geburtsregisterauszug für Kinder. Auf Antrag werden auch Staatsangehörigkeitsausweise ausgestellt.

## Historisches

Die Veränderungen der Grenzen Kolumbiens seit 1830. Abgetretene Gebiete bräunlich.

Im ersten spanischen Kolonialreich galten die Regeln der spanischen Staatsangehörigkeit, die erstmals 1812 auch in die kurzlebige Verfassung von Cádiz Eingang gefunden hatten. Volljährig wurde man mit 21 oder jünger durch Eheschließung.
Als Folge der südamerikanischen Unabhängigkeitskriege entstand Großkolumbien, ein historisches Staatsgebilde, das die modernen Staaten Kolumbien, Ecuador, Panama und Venezuela sowie Teile von Peru und Guyana umfasste und von 1819/23 bis 1830 existierte. Offiziell hieß der Staat República de Colombia. Nach Abspaltung Ecuadors und Venezuelas 1830 bestand bis 1858 die Republik Neugranada. Aus der ab 1858 so genannten Granada-Konföderation, mit etwa 2½ Millionen Einwohnern, ging nach dreijährigem Bürgerkrieg 1863 der kolumbianische Bundesstaat hervor. Gemeinhin setzt man deshalb 1861 als das Gründungsjahr des modernen Kolumbien an. Der Staatenbund erwies sich als instabil und war von Aufständen und Bürgerkrieg geprägt. Nach dem von 1885 setzte man durch die kolumbianische Verfassung von 1886 mit der Schaffung eines Zentralstaats dem Chaos ein Ende (Regeneración). 1903 spaltete Panama sich unter US-amerikanischem Druck endgültig von Kolumbien ab. Die USA wollten zur besseren Kontrolle des Panamakanals territoriale Rechte in der späteren Panamakanalzone haben, was Kolumbien verweigert hatte.
Bereits beim verfassungsgebenden Kongress von Cúcuta 1821 beschloss man Anreize für die Einwanderung weißer Nicht-Spanier. Nicht nur erhielten sie Land unter großzügigen Bedingungen, sondern sie sollten „Mitglieder der kolumbianischen Familie“ werden. Hierzu genügte der Verzicht auf ausländische Adelsprädikate und Rechte sowie drei Jahre Aufenthalt. Wer eigenes Geld zum Landkauf mitbrachte oder eine Kolumbianerin heiratete, musste gar nicht warten. Allzu viele Europäer folgten dem Ruf nicht.

### Verfassung 1830
In Kap. III, §§ 8–10 bestimmte man in der Verfassung 1830, dass alle im Lande geborenen freien Männer sowie alle Kinder von Freigelassenen kolumbianische Bürger sind, sofern sie ihren Wohnsitz im Inland haben. Zur Ausübung der vollen Bürgerrechte (ciudadanía) musste man volljährig sein und ab 1840 auch Lesen und Schreiben können. Im Ausland geborene Kinder von Kolumbianern hatten bei Wohnsitznahme eine Erklärung abzugeben.
Eine Befreiung der Negersklaven – sie stellten 1821 4,6 % der Bevölkerung – fand sukzessive 1821/25–39 für deren Kinder und die Verbliebenen endgültig 1851/2 statt. Indianer durften schon zur Kolonialzeit nicht versklavt werden, wurden jedoch ähnlich ausgebeutet. In beiden Fällen waren die vollen Bürgerrechte eingeschränkt. Ab 1853 galten auch Frauen als eigenständige Subjekte.
Eingebürgert wurden Kinder im Ausland geborener Kolumbianer, wenn sie amtlich erklärten solche sein zu wollen. Weiterhin im Lande Wohnende, die im Ausland geboren worden waren, wenn sie erklärt hatten, die Verfassung von 1811 anzuerkennen (und einen Einbürgerungsbescheid erhielten). Ausländer, die im Unabhängigkeitskrieg ehrenhaft in der Armee gekämpft hatten, konnten ebenfalls von der Exekutive eine Einbürgerungsurkunde erhalten.

### Verfassung 1832
In der Verfassung von Republik Neugranada, das 1832–43 bestand, wurde das Geburtsortsprinzip erstmals aufgeweicht. Um sich gegen die neu unabhängigen Ecuador und Venezuela abzugrenzen, wurde die Wohnsitzerfordernis der Eltern eingeführt.
Wichtiger war jedoch die Änderung, dass auch die Kinder von Freigelassenen (libertos) mit Sklavenfrauen nun Staatsbürger wurden.
Ab 1843 gab es erneut gesetzliche Regelungen, die Zuwanderung und Einbürgerung fördern sollten. Eingebürgerte wurden auf 20 Jahre vom Wehrdienst und einigen Steuern befreit.

### Verfassung 1863
Die föderative Verfassung von 1863 regelte die Staatsangehörigkeit in Kapitel 4, §§ 31–35:
Ab Geburt
Man setzte das Geburtsortsrecht (schon seit 1853) wieder weitgehend um. Kolumbianer ab Geburt war jeder im Lande zur Welt Gekommene. Im Ausland geborene Kinder mit einem kolumbianischen Elternteil galt, dass ihnen die Staatsbürgerschaft zukam, sobald sie im Inland Wohnsitz nahmen.
Einbürgerung
Staatsangehörige der anderen spanisch-amerikanischen Länder konnten durch Erklärung Kolumbianer werden, wenn sie im Inland wohnten. Andere Ausländer konnten sich einbürgern lassen, sofern sie die im entsprechenden Gesetz vorgeschriebenen Bedingungen erfüllten.
Dabei wurde nun verlangt, dass Aspiranten seit vier Jahren ihr „Domizil“ in Kolumbien hatten und dauerhaft dort leben wollten. Nachgewiesen wurde solches z. B. durch Landbesitz oder Geschäftsbetrieb, Ehe usw. Seit 1866 können Interessierte zunächst eine cédula de extrangería erhalten.
Verlust
Bei Annahme fremder Staatsbürgerschaft ging die kolumbianische verloren.

### Verfassung 1886

Nachweis der vollen Bürgerrechte in Form eines Nachweises der Wahlberechtigung, zugleich Personalausweis (1934).

Die im Laufe der Jahrzehnte mehrfach geänderte Verfassung von 1886, die den modernen Einheitstaats schuf, regelte die Staatsangehörigkeit und Bürgerrechte vergleichsweise detailliert im Abschnitt II, §§ 8–18.
Das Geburtsortsprinzip wurde zugunsten des Abstammungsprinzips eingeschränkt. Ab Geburt Kolumbianer wurden bei Inlandsgeburt nur noch Kinder mit mindestens einem kolumbianischen Elternteil oder einem ausländischen Vater wenn dieser hier lebte. Bei Auslandsgeburt die ehelichen Kinder eines kolumbianischen Paares sobald sie im Inland ihren Wohnsitz nahmen. Die Ehelichkeitserfordernis wurde 1936 abgeschafft.

Im Ausland Geborene mit nur einem kolumbianischen Elternteil konnten durch Erklärung Kolumbianer werden, sobald sie im Inland wohnten (sog. origen y vecindad). Staatsangehörige der anderen lateinamerikanischen Länder (nun inklusive Brasiliens) konnten durch Erklärung bei ihrer kolumbianischen Wohnsitzgemeinde als Bürger registriert werden. Eingebürgerte erhielten auf Antrag eine Staatsbürgerschaftsurkunde (carta de ciudadanía).
Durch Annahme fremder Staatsangehörigkeit ging die kolumbianische verloren, konnte jedoch nach gesetzlicher Regelung wiedererworben werden. Weiterhin gilt bis heute, dass jeder ehemalige Kolumbianer, der gegen das Land zu den Waffen greift als Hochverräter zu bestrafen ist. Im Gegenzug bleiben Eingebürgerte vom Kriegsdienst gegen ihr Geburtsland befreit.
Staatsangehörigkeitsgesetz 1888
Das Gesetz № 145 vom 26. November 1888 regelte die Einbürgerung in §§ 16–25.
Einbürgerungswillige hatten, unter Angabe von Geburtsort, bestehender Staatsangehörigkeit und Einzelheiten zu Familienangehörigen, einen Antrag bei der Verwaltung ihrer Wohnsitzprovinz einzureichen. Es galt das damals verbreitete Prinzip der Familieneinheit, d. h. die Einbürgerung eines Mannes schloss Ehefrau und minderjährige Kinder automatisch mit ein.

Zur Entscheidung wurde der Antrag an das Außenministerium geleitet. Nachdem der Antrag genehmigt war, wurde die unterschriebene, ab 1895 gebührenfreie Einbürgerungsurkunde an den Provinzgouverneur geschickt. Dieser händigte sie dem Antragsteller aus, nachdem ein Treueeid auf die Verfassung geleistet worden war. Dabei waren auch alle anderen Staatsangehörigkeiten zu widerrufen. Beim Außenministerium wurde das Eingebürgertenregister geführt.
Konkret richteten sich diese strenger angewandten Ausführungsbestimmungen während der Regeneración zum einen gegen Italiener, da man befürchtete deren sozialistische Agitation wie in Argentinien könne überschwappen, zum anderen gegen Chinesen die zu Zehntausenden zum Bau des Kanals nach Panama gekommen waren.
Einfacher blieb das Verfahren für Bürger von Lateinamerika. Diese mussten nur beim Bürgermeisteramt ihrer Wohngemeinde ihren Einbürgerungswillen erklären und die oben erwähnten Angaben machen. Darüber wurde dann, nach Leistung des Treueeids unter Aufgabe andrer Staatsbürgerschaften, eine mit Stempelmarke versehene Urkunde ausgestellt. Bevor dies geschah, musste die Gemeindeverwaltung die Genehmigung der Zentralregierung einholen.
1909 ging die Zuständigkeit in Einwanderungsfragen an das Bauministerium über. Zugleich begann man bei der Auswahl von Zuwanderern Unerwünschte auszuschließen. Diese Maßnahmen wurden 1920 stärker ausdifferenziert, man folgte dem Vorbild der rassistischen Praktiken der USA. Ältere, körperlich oder geistig Behinderte, Gammler, Straftäter und „Anarchisten“ waren nicht länger willkommen.
Staatsangehörigkeitsgesetz 1936
Das Verfahren wurde 1936 reformiert. Dabei blieben die Regeln über Staatsangehörigkeitserwerb ab Geburt unverändert. Für vor 1938 geborene Personen ersetzt ggf. der Taufschein die Geburtsurkunde.
Ab 1937 war bei Einreise, neben Führungs- und Gesundheitszeugnis, prinzipiell eine Sicherheitsleistung zu hinterlegen. Ehefrauen und minderjährige Kinder über 18 Jahre hatten nun eigene Einbürgerungsanträge zu stellen. Für Einbürgerungen zuständig war ab 1951 die neu geschaffene Comisión Asesora de Relaciones Exteriores.

### Völkerrechtliche Verträge
Die Grenzen Kolumbiens gegenüber seinen Nachbarstaaten änderten sich mehrfach. Die darüber abgeschlossenen Abkommen enthielten nicht in allen Fällen Regelungen über die Staatsangehörigkeiten der Bewohner, deren Wohnort zum jeweils anderen Land kam.
Die de facto 1903 erfolgte Abspaltung Panamas wurde von Kolumbien erst durch Vertrag von 6. April 1914 anerkannt. Diesen ratifizierte man erst 1922. Trotzdem hatten beide Regierungen schon am 13. August 1906 in Rio de Janeiro ein Abkommen über den Status Eingebürgerter unterzeichnet. Anderseits widersetzte man sich noch 1920 dem Beitritt Panamas zum Völkerbund.
Die Grenzverträge mit den Nachbarstaaten enthielten alle eine Optionsregel für Betroffene.
Kolumbien gehörte im Dezember 1933 zu den Erstunterzeichnung der Convention on the Nationality of Women, die Ehefrauen in Staatsangehörigkeitsfragen selbständig machte.
Im Lande lebenden Ausländern wird auf Gegenseitigkeit (ggf. durch Abkommen) die gleichen politischen Rechte zugestanden wie Kolumbianer in deren Land erhielten. Seit 1962 gibt es ein Wahlrecht für Auslandskolumbianer.

## Verfassung 1991
Auch die Verfassung 1991 regelt Staatsangehörigkeitsfragen in §§ 96–7. Das Volljährigkeitsalter wurde auf 18 gesenkt. Die doppelte Staatsangehörigkeit ist nun uneingeschränkt gestattet. Der Entzug der Staatsbürgerschaft für gebürtige Kolumbianer ist nicht zulässig, sie kann jedoch durch Erklärung aufgegeben (renuncia) und ggf. nach gesetzlicher Regelung wieder aufgenommen werden.

Die Einbürgerungserleichterungen für Bürger Lateinamerikas und der Karibik gelten weiter, sofern Gegenseitigkeit besteht. Sonderregelungen betreffen die Angehörigen von Indianerstämmen, deren Siedlungsgebiete grenzüberschreitend sind.
Die Bestimmung, dass jeder ehemalige Kolumbianer, der gegen das Land zu den Waffen greift als Hochverräter zu bestrafen ist gilt weiter. Im Gegenzug bleiben Eingebürgerte vom Kriegsdienst gegen ihr Geburtsland befreit.
Kolumbianer ab Geburt (naturales) sind Kinder mit einem kolumbianischen Elternteil oder solche im Inland geborene Ausländerkinder, sofern ein Elter hier legal wohnt. Ebenso die in Kolumbien geborenen Kinder Staatenloser. Seit 2015 sind Adoptionen, die bei Ausländerkindern Staatsangehörigkeitserwerb bewirken, auch durch gleichgeschlechtliche Lebenspartnerschaften möglich. Im Ausland geborene Kinder mit einem kolumbianischen Elternteil müssen seit 2002 bei der zuständigen Auslandsvertretung angemeldet werden.

### Staatsangehörigkeitsgesetz 1993
Durch Gesetz № 43/1993, in Kraft zum 1. Februar, wurden die durch die neue Verfassung nötig gewordenen Änderungen umgesetzt.
Einbürgerung (adopción) ist gesetzlich geregelt. Zuständig ist im Namen des Präsidenten das Außenministerium (Ministerio de Relaciones Exteriores), das im Antrag auch die Motivation des Antragstellers schriftlich dargelegt bekommen möchte.
Die Einbürgerungsurkunden (carta de naturaleza bzw. resolución de autorización für Lateinamerikaner) werden während einer Zeremonie im Amtssitz des zuständigen Provinzgouverneurs überreicht. Vorher sind alle Steuern zu zahlen und die Einbürgerung ist im Staatsanzeiger (Diario oficial) auf Kosten des Antragssteller zu veröffentlichen. Eingebürgerten kann die Staatsbürgerschaft wieder entzogen werden wenn sie Verbrechen gegen den Staat begehen. Sie sind auch generell von den höheren Staatsämtern ausgeschlossen.
Als Minderjährige mit eingebürgerte Kinder müssen bei Erreichen der Volljährigkeit innerhalb von 6 Monaten erklären, dass sie Kolumbianer bleiben wollen und den Treueid leisten. Leben sie im Ausland ist noch ein Führungszeugnis des Gastlandes vorgeschrieben.
Einbürgerungsvoraussetzungen
- Geburtsurkunde des Heimatlandes.
- Daueraufenthaltserlaubnis (visa de residente[26]) als Nachweis des „Domizils“[27] seit mindestens 5 Jahren.[28]
- Bestehen eines Verhörs, das in der Wohnung des Antragstellers durchgeführt wird durch zwei Beamte der Migración Colombia. Befragt werden auch Nachbarn. Bis 2005 wurde ein Führungszeugnis des Heimatlandes verlangt, seitdem erfolgen entsprechende Abfragen auf dem internationalen Dienstweg der Polizeien.
- Nachweis eines Berufs oder Geschäftstätigkeit.
- Antragsteller unter 50 müssen eine einkommensabhängige Entschädigung für nicht geleisteten Wehrdienst in Kolumbien zahlen (libreta militar), wenn sie keinen Nachweis über abgeleisteten Wehr- oder Zivildienst im Herkunftsland vorlegen können.[29]
- Schriftliche Prüfung in Staatsbürgerkunde.[30]
- Sprachtest. Dieser entfällt für Inhaber eines tertiären kolumbianischen Bildungsabschlusses oder für über 65-Jährige.

## Statistik
Kolumbien versuchte wie alle lateinamerikanischen Länder bis zum Zweiten Weltkrieg die Zuwanderung zu fördern. Aus Spanien kamen vor allem Basken. Geschätzt 40.000–50.000 Bewohner des osmanischen Reichs und vor allem christliche Bewohner der Nachfolgestaaten kamen etwa 1880–1930. Danach führte man Quoten ein.
Der Ausländeranteil in Kolumbien war 1960–2015 konstant bei 0,3 %. Seit Beginn der durch US-Sanktionen verursachten Wirtschaftskrise sind aus Venezuela Flüchtlinge gekommen, 2021 schätzte man ihre Zahl auf 1,78 Millionen.
Beginnend in den späten 1980er Jahren entwickelte sich Kolumbien zum Auswandererland. Durch die großzügigen spanischen Regelungen (280.000 in den Jahren 1990–2010) und die in Italien für Nachfahren italienischer Auswanderer zogen nach Europa.
Nach 2000 stieg die Anzahl ausländischer Investoren an. Dies schlug sich in der Zahl der neu ausgestellten Ausländerpersonalausweise, die man ab drei Monaten Aufenthalt bekommt, nieder: 2007 waren es 6413, 2013 dann 31.538. Für dieselben Jahre wurden 405 resp. 6044 visa de residente ausgestellt. Trotzdem lassen sich nur Wenige einbürgern: 2010 und 2011 waren es 108 und 109 Personen.